# Michael Roiz

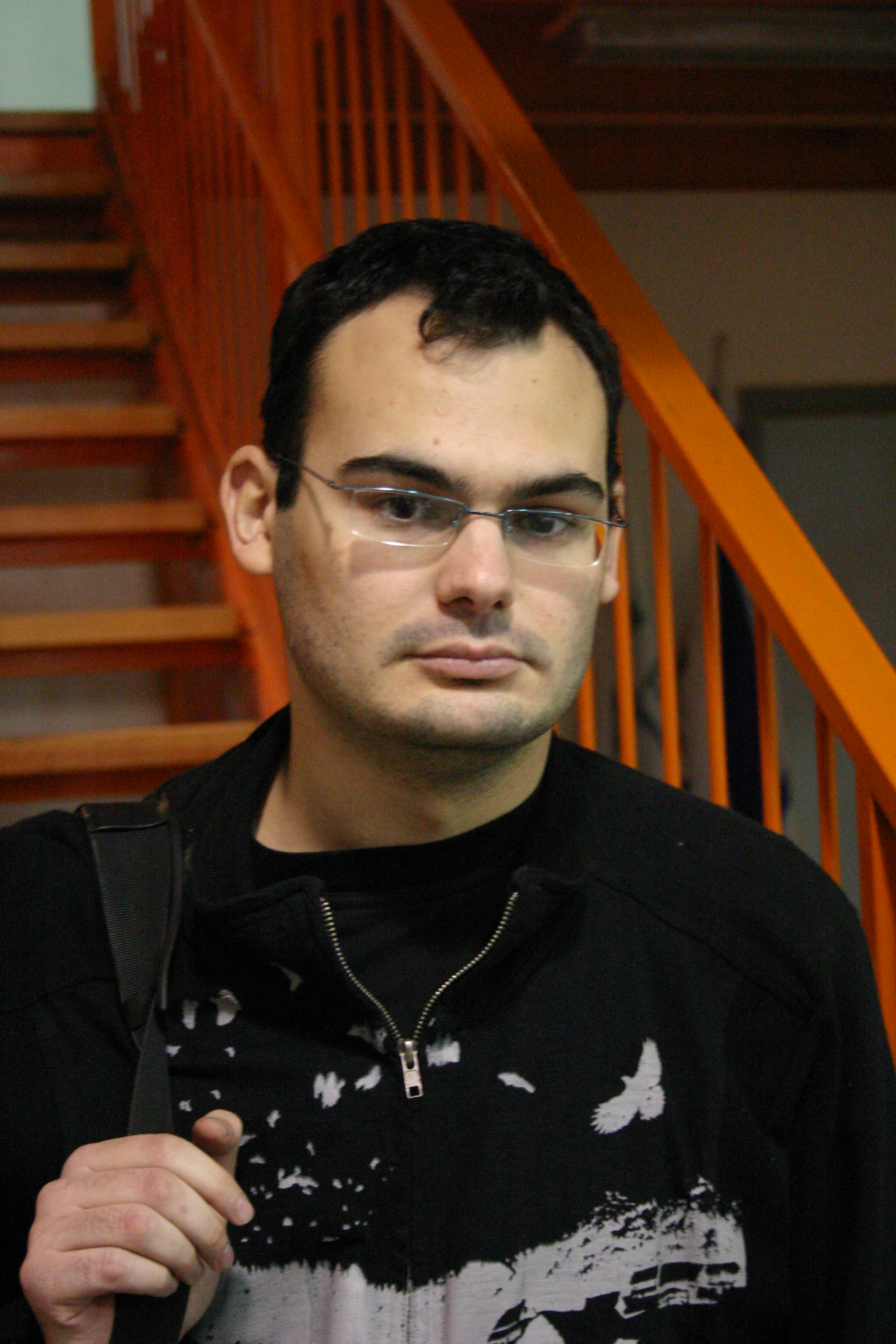
Michael Roiz

Michael Roiz (Russisch: Михаил Владимирович Ройз; Michail Vladimirovitsj Roiz, Hebreeuws: מיכאל רויז) (Saratov, 10 oktober 1983) is een Russisch-Israëlische schaker. Hij is sinds 2003 een grootmeester (GM).
Roiz leerde schaken op zijn zevende. Twee jaar later werd hij tweede op het nationaal kampioenschap onder de tien jaar. In 1995 emigreerde de familie vanuit Rusland naar Israël. Roiz werd in 1999 Internationaal Meester (IM), gevolgd door grootmeester in 2003.

## Resultaten
In 1997 won Roiz in Tallinn en werd 2e bij het Europees kampioenschap schaken voor jeugd in de categorie tot 14 jaar en derde op de Sjavoeot Masters. In 1998 werd hij derde op het internationale herfsttoernooi in Tel Aviv.
In december 2004 werd in Ashdod (Israël) het Ashdod Open gehouden, met 97 deelnemers. Drie spelers eindigden met 7 uit 9: Michael Roiz, Zvulon Gofshtein en Jevgeni Najer. Op de gedeelde vierde plaats eindigden met 6.5 uit 9 de spelers Sergey Erenburg, Mark Tseitlin en Alexander Mikhalevski.
In 2007 was Roiz de winnaar van het toernooi in Valjevo en 2e bij het toernooi in Lublin.
Roiz nam twee keer deel aan de Wereldbeker schaken. In 2005 werd hij in ronde 1 uitgeschakeld door Aleksandr Motyljov, in 2007 versloeg hij in ronde 1 Varuzhan Akobian, en werd in ronde 2 uitgeschakeld door Étienne Bacrot.

## Titel
In 2000 werd Michael Roiz Internationaal Meester (IM), sinds 2003 is hij grootmeester (GM). De voor de GM-titel vereiste normen behaalde hij in maart 2001 bij een toernooi in Beër Sjeva, in 2002 bij het kampioenschap van Israël, en in 2003 bij de Israëlische teamkampioenschappen.

## Nationale team
Met het Israëlische nationale team nam Roiz deel aan diverse Schaakolympiades: in 2004 en in 2008, waarbij hij in 2008 met het team de tweede plaats bereikte.
Ook nam hij met het nationale team deel aan het WK landenteams in 2005, 2010 en 2011 en aan het EK landenteams in 2003, 2007, 2009 en 2011. In 2003 werd hij met het team 2e, in 2007 behaalde hij de beste individuele prestatie aan bord 3 en de derde Elo-performance van alle deelnemers.

## Schaakverenigingen
In Israël speelt Roiz voor de Beër Sjeva Chess Club, waarmee hij ook tien keer deelnam aan de European Club Cup. In de Russische competitie speelde hij van 2006 tot 2012 voor Ekonomist-1 Saratow, waarmee hij in 2009 en 2010 de European Club Cup won. In de Duitse bondscompetitie speelde hij van 2008 tot 2012 voor Werder Bremen, in de Oostenrijkse bondscompetitie speelde hij in seizoen 2009/10 voor SK Fürstenfeld. Hij won de Belgische competitie in 2008 met Bredene. In Spanje speelde hij in 2008 voor Sestao Naturgas Energia XT.